# Movies Anywhere
Movies Anywhere est un service gratuit de stockage de films de type Cloud et une plate-forme de streaming OTT uniquement disponible aux États-Unis, exploité par The Walt Disney Company. Le service permet aux utilisateurs de regarder et de télécharger des films achetés auparavant sur des boutiques en ligne. La plate-forme fournit des contenus de Walt Disney Studios, Universal Pictures, 20th Century Fox, Warner Bros. et Sony Pictures. Le système utilise une plate-forme interne des droits numériques appelée KeyChest, qui synchronise les licences de contenu à partir de plates-formes de distribution numériques liées à un compte d'utilisateur central.
Movies Anywhere a été lancé en février 2014 sous le nom de Disney Movies Anywhere (DMA), avec du contenu des différents studios du groupe Walt Disney Studios (Disney, Pixar, Marvel et Lucasfilm), sur iOS avec l'intégration d'iTunes Store ; le service a depuis été étendu à d'autres plates-formes : Amazon Video, Google Play et Vudu (en). Le 12 octobre 2017, DMA a été relancé sous le nom de Movies Anywhere, d'autres studios se joignant à Disney pour offrir leurs titres de films via la plateforme.
Movies Anywhere est un concurrent de la plate-forme UltraViolet qui a été déployée par d'autres grands studios de cinéma ; Disney a refusé de soutenir la plate-forme, en faveur de la promotion de KeyChest comme une alternative. Le revirement des autres grands studios hollywoodiens qui rejoignent en 2017 la plate-forme met un terme à UltraViolet.

## Histoire
Initialement, Walt Disney Studios Distribution lance en 2009 un programme de copie numérique nommé Disney Digital Copy. Il est stoppé en juin 2013.
Le 25 février 2014, Disney lance Disney Movies Anywhere aux États-Unis, un service gratuit de stockage de films de type cloud pour les films achetés sur support physique ou au travers d'une application mais alors uniquement compatible avec Apple iOS,,,. Le film Les Indestructibles est le premier à profiter d'une copie numérique gratuite sur iTunes.
Le 4 novembre 2014, l'application devient disponible sur Google Play avec une offre de copie numérique gratuite du film Les Mondes de Ralph. Deux semaines plus tard, le même film permet d'ouvrir le service sur Vudu (en), filiale de Walmart
Le 8 septembre 2015, Disney annonce que son service Disney Movies Anywhere est disponible sur Amazon Video et Microsoft Movies avec une copie numérique gratuite de Monstres et Cie et le sera le 18 septembre sur Roku et Android TV,,.
Le 14 décembre 2016, Disney demande aux autres studios d'Hollywood d'adhérer au service en ajoutant leur contenu.
Le 11 octobre 2017, Disney annonce que 20th Century Fox, Warner Bros. et Universal Pictures rejoignent le service de stockage de films Disney Movies Anywhere qui est rebaptisé Movies Anywhere,,.
Le 28 février 2018, Disney annonce la fermeture le jour même de Disney Movies Anywhere mais sa réouverture le lendemain sous le nom Movies Anywhere. Le 12 mars 2018, le service de vidéo à la demande de Fandango rejoint le service de collection de vidéo Movies Anywhere,. Le 6 août 2018, Microsoft rejoint la plateforme Movies Anywhere de Disney. Le 9 novembre 2018, Movies Anywhere annonce avoir atteint les 6 millions d'abonnés et dépassé les 150 millions de films stockés sur sa plateforme.
Le 31 janvier 2019, le système de sécurisation des vidéos Ultraviolet, concurrent du KeyChest de Disney, annonce la fermeture du service pour le 31 juillet 2019,,.
Après la sortie de la version 1.47.0 de l'application Movies Anywhere, l'application de streaming a déployé la prise en charge de 4K HDR, Dolby Vision et Dolby ATMOS pour Apple TV 4K, Roku Streaming Stick+, les appareils Amazon Fire et d'autres appareils.

## Disponibilité
| Fournisseur de contenu | Résolution | Résolution | Résolution | UltraViolet |
| Fournisseur de contenu | SD (480p)  | HD (720p)  | HD (1080p) | UltraViolet |
| ---------------------- | ---------- | ---------- | ---------- | ----------- |
| Amazon Video           | Oui        | Oui        | Oui        | Non         |
| Apple iTunes           | Oui        | Oui        | Oui        | Non         |
| Google Play            | Oui        | Oui        | Oui        | Non         |
| Microsoft Movies & TV  | Oui        | Oui        | Oui        | Non         |
| Walmart VUDU           | Oui        | Oui        | Oui        | Oui         |
| Verizon Fios           | Oui        | Oui        | Oui        | Oui         |

## KeyChest
KeyChest est l'architecture qui supporte le site internet et les applications Disney Movies Anywhere,. Un serveur centralisé permet l'accès en continu au contenu. L'achat de contenu, que ce soit en ligne ou par l'intermédiaire d'un support physique, crée une clé unique stockée dans un coffre de droits numériques qui débloque la capacité de diffuser le contenu sur n'importe quel appareil électronique capable de le jouer. Comme le contenu réel reste sur le serveur en utilisant une fonction de streaming sans être téléchargé ou joué localement, les distributeurs conservent le contrôle de l'accès aux fichiers. Le service KeyChest/Disney Movies Anywhere stocke les droits de l'utilisateur dans une bibliothèque numérique qui est liée aux différents comptes de l'utilisateur sur iTunes, Google Play, Vudu, Microsoft, ou Amazon.com ainsi qu'au programme Disney Movies Rewards à l'image de ce que fait le système de gestion des droits numériques (DRM) UltraViolet.
La technologie a été créée plusieurs années avant le lancement du service Disney Movies Anywhere. Disney Media Networks a annoncé la création de Keychest le 21 octobre 2009 comme étant une gestion des droits numériques multiplateforme.

## Réception et freins à l'usage
La technologie a été saluée pour son potentiel d'amélioration du confort des consommateurs, mais a attiré des critiques en raison de l'extension de l'usage de la gestion des droits numériques.
Il y a un certain nombre d'obstacles potentiels à la mise en œuvre. Les Studios, les détaillants et les fournisseurs de services sont le facteur décisif quand il s'agit de prix, alors que la flexibilité promise par KeyChest pourrait éventuellement signifier une hausse des prix pour une fonctionnalité que certaines personnes ne sont pas prêtes à souscrire. Le principal défi pour le KeyChest de Disney est d'attirer d'autres studios et aussi d'utiliser des standards plus ouverts que le système concurrent UltraViolet. Ce dernier a les faveurs de tous les autres grands studios de cinéma de Hollywood, à la seule exception des Walt Disney Studios.